# Île Quistinic
L'île Quistinic, est une petite île française du golfe du Morbihan rattachée administrativement à la commune de Saint-Armel dans le département du Morbihan en région Bretagne.

## Toponymie
Quistinic semble être dérivée du mot breton : « Kistinid » (Petite Châtaigne). Le « Q » ayant remplacé le « K » breton. Littéralement : l’île aux Châtaignes. Cependant, le nom de cette île pourrait être lié au passage de Questeneen en Saint-Armel,